# Babel Fish
Babel Fish var en webbaserad tjänst på portalen Yahoo!. Babel Fish var ett verktyg för översättning av meningar, ord, och även hela webbplatser från ett språk till ett annat. Nu har Babel Fish dirigerats om till Bing Translator.
Babel Fish översätter dock inte meningar helt korrekt, då alla språk är uppbyggda på olika sätt och inte har samma grammatik. Slanguttryck förekommer också, vilket är svårt att översätta korrekt. Elektronisk översättning har också problem med att tolka sammanhang, och vilken betydelse ett ord med flera betydelser har i en viss mening.
Babel Fish har sedan en lång tid tillhört Altavista men den 9 maj 2008 flyttades tjänsten till Yahoo.

## Språk
Babelfish kan översätta till och från följande språk:
- Engelska
- Förenklad kinesiska
- Traditionell kinesiska
- Holländska
- Franska
- Grekiska
- Italienska
- Japanska
- Koreanska
- Portugisiska
- Ryska
- Spanska

(Märk att Babelfish inte kan översätta direkt mellan alla språk på listan. Babelfish kan översätta direkt mellan engelska och övriga språk, men till exempel inte direkt mellan spanska och italienska.)